# Zlatý míč 2017
Zlatý míč, cenu pro nejlepšího fotbalistu světa dle mezinárodního panelu sportovních novinářů, získal za rok 2017 portugalský fotbalista ve službách Realu Madrid Cristiano Ronaldo, který vyhrál popáté v kariéře, čímž vyrovnal rekordní počet Lionela Messiho, který skončil na druhém místě.

## Pořadí
| Pořadí | Hráč                      | Klub                                | Body |
| ------ | ------------------------- | ----------------------------------- | ---- |
| 1      | Cristiano Ronaldo         | Real Madrid                         | 946  |
| 2      | Lionel Messi              | FC Barcelona                        | 670  |
| 3      | Neymar                    | FC Barcelona Paris Saint-Germain FC | 361  |
| 4      | Gianluigi Buffon          | Juventus FC                         | 221  |
| 5      | Luka Modrić               | Real Madrid CF                      | 84   |
| 6      | Sergio Ramos              | Real Madrid CF                      | 71   |
| 7      | Kylian Mbappé             | AS Monaco FC Paris Saint-Germain FC | 48   |
| 8      | N'Golo Kanté              | Chelsea FC                          | 47   |
| 9      | Robert Lewandowski        | FC Bayern Mnichov                   | 45   |
| 10     | Harry Kane                | Tottenham Hotspur FC                | 36   |
| 11     | Edinson Cavani            | Paris Saint-Germain FC              | 32   |
| 12     | Isco                      | Real Madrid CF                      | 28   |
| 13     | Luis Suárez               | FC Barcelona                        | 27   |
| 14     | Kevin De Bruyne           | Manchester City FC                  | 25   |
| 15     | Paulo Dybala              | Juventus FC                         | 23   |
| 16     | Marcelo                   | Real Madrid CF                      | 21   |
| 17     | Toni Kroos                | Real Madrid CF                      | 20   |
| 18     | Antoine Griezmann         | Atlético Madrid                     | 17   |
| 19     | Eden Hazard               | Chelsea FC                          | 16   |
| 20     | David de Gea              | Manchester United FC                | 15   |
| 21     | Pierre-Emerick Aubameyang | Borussia Dortmund                   | 14   |
| 21     | Leonardo Bonucci          | Juventus FC AC Milán                | 14   |
| 23     | Sadio Mané                | Liverpool FC                        | 10   |
| 24     | Radamel Falcao            | AS Monaco FC                        | 9    |
| 25     | Karim Benzema             | Real Madrid CF                      | 7    |
| 26     | Jan Oblak                 | Atlético Madrid                     | 4    |
| 27     | Mats Hummels              | FC Bayern Mnichov                   | 3    |
| 28     | Edin Džeko                | AS Řím                              | 2    |
| 29     | Philippe Coutinho         | Liverpool FC                        | 0    |
| 29     | Dries Mertens             | SSC Neapol                          | 0    |